# Music to Watch Girls By
«Music to Watch Girls By» es una canción interpretada por Bob Crewe, publicada por su banda The Bob Crewe Generation. La música fue compuesta por Sid Ramin en 1966.

## Versión de Bob Crewe
Crewe escuchó por primera vez la canción interpretada en un jingle de demostración para un comercial de Diet Pepsi y, según Greg Adams, la canción “ejemplificaba el maravilloso estado de la música instrumental en ese momento”. En la versión de Bob Crewe, una trompeta toca todo el verso, la primera vez, sonando como el estilo de metales de Tijuana de Herb Alpert. La segunda vez que se toca el verso, un tono de medio tono desde sol menor a la bemol menor, un saxofón tenor toca una versión más jazzista, acompañada de cuerdas, una guitarra al estilo de la música surf (que recuerda a las películas de espías de los años 1960) y un clavecín, que tocan una contramelodía. Las trompetas terminan el estribillo y se tocan todas las partes, repitiendo la primera parte de la coda, antes del desvanecimiento.

### Rendimiento comercial
La versión “impulsada por cornos franceses” llegó al puesto #15 en la lista de los Hot 100 y al puesto #2 en la lista Easy Listening.

## Otras versiones

### Versión de Andy Williams

#### Grabación
Una grabación vocal de Andy Williams, con letras escritas por Tony Velona, fue grabada para su duodécimo álbum de estudio, Born Free (1967).

#### Rendimiento comercial
La canción fue publicada como sencillo el 2 de marzo de 1967 en los Estados Unidos y el 21 de abril de 1967 en el Reino Unido. El sencillo alcanzó el puesto #34 en los Estados Unidos.

#### Uso en otros medios
- En 1999, esta versión se usó más tarde en un anuncio de Fiat en el Reino Unido.[11]
- La canción apareció en la película Aline (2021).[12]

#### Posicionamiento
| Gráficas (1967)                               | Pico de posición |
| --------------------------------------------- | ---------------- |
| Estados Unidos (Billboard Hot 100)            | 34               |
| Estados Unidos (Billboard Adult Contemporary) | 2                |
| Estados Unidos (Cashbox Top 100)              | 50               |
| Reino Unido (UK Singles Chart)                | 33               |

| Gráficas (1999)                | Pico de posición |
| ------------------------------ | ---------------- |
| Reino Unido (UK Singles Chart) | 9                |

### Otros artistas
La banda británica de post-punk The Higsons publicó una versión en su álbum debut, The Curse of the Higsons (1984). En 2021, la canción apareció en la caja recopilatoria de Cherry Red Records, The Sun Shines Here: The Roots of Indie Pop 1980–1984.
Una versión de Al Hirt alcanzó el puesto #31 en la lista Adult Contemporary y el puesto #119 en el Billboard Hot 100.